# Esperanza Vera
Esperanza Vera (Puerto Cabello, Venezuela, 18 de diciembre de 1931-Caracas, 29 de noviembre de 2018) fue impresora y una gremialista de la pequeña y mediana industria venezolana. Fue fundadora de la Unión de Muchachas Venezolanas en el Partido Comunista de Venezuela, fue secretaria femenina nacional de la Juventud Comunista y trabajó en la Asociación Venezolana de Periodistas.

## Carrera
Su papá era comunista y ateo, aunque al mismo tiempo devoto de la Virgen del Carmen, patrona del barrio San Juan, además de divorciado. Sus padres no estaban casados y tuvo ocho hermanos mayores, la mayoría de parte paterna. Sus tíos fueron exiliados de la guerra civil española.
Esperanza Vera nació en Puerto Cabello, estado Carabobo, y creció en la urbanización popular La Pastora, Caracas. Su familia se mudó a La Guaira cuando su padre consiguió buena remuneración en el Servicio Portuario de la ciudad, donde Vera vivió entre el tercer grado de primaria hasta el tercer año de bachillerato, estudiando en Maiquetía. Sus padres la llevaban frecuentemente a la plaza Bolívar, donde ocurrían los eventos políticos importantes. Su hermano, Luis Vera Gómez, fue enviado desde Maiquetía al Zulia para colaborar con la fundación del Partido Democrático Nacional (de cuya ala no marxista surgió Acción Democrática); para los doce años, Esperanza lo acompañaba a las reuniones del partido, donde era encomendada con la redacción de las actas.
Regresó a Caracas con su familia y comenzó sus estudios en el liceo Fermín Toro, donde conoció a la escritora Elisa Lerner, quien dirigía un periódico mural que llamado "La Chispa". Lerner le presentó a Virginia Woolf y otras escritoras que la introdujeron al feminismo y Vera escribió en La Chispa, aunque los adecos le preguntaron por su vinculación con el periódico comunista. Esperanza estuvo integrada al liceo, siendo madrina del equipo de fútbol y siendo descrita como una "estudiante excelente"; sin embargo, profesoras también expresaron su molestia por manifestar "ideas contrarias". En su quinto año fue expulsada "por agitadora", pasando al liceo Aplicación, “donde aceptaban a los expulsados de los otros institutos”.
Luego del golpe de Estado de 1948 contra el presidente Rómulo Gallegos, Esperanza creó la Unión de Muchachas Venezolanas en el Partido Comunista el 17 de marzo de 1951 con el apoyo de Guillermo García Ponce, inspirándose en la Unión de Muchachas Francesas. De la Unión surgieron comités en liceos, barrios y urbanizaciones. También creó el Comité Femenino en San Agustín junto a Velia Bosch, María del Mar Álvarez y Martina Guerra.
Esperanza fue secretaria femenina nacional de la Juventud Comunista y trabajó en la Asociación Venezolana de Periodistas con Pedro Francisco Lizardo. Su imprenta publicaba una revista de terminales y horóscopos inventados por ella, además de publicar panfletos y publicaciones clandestinas. En la década de los setenta promovió la reforma del Código Civil venezolano.
Vera se unió al grupo de miembros del Partido Comunista, encabezaba Pompeyo Márquez y en el que también estaban Gustavo Machado, Argelia Laya y Teodoro Petkoff, que en 1967 decidió no continuar con la guerrilla.

## Vida personal
Esperanza Vera de Luis Vera Gómez, quien fue gobernador del estado Zulia como militante de Acción Democrática.